# Tüschen (Lindlar)
Die Ortschaft Tüschen ist ein Ortsteil der Gemeinde Lindlar, Oberbergischer Kreis, im Regierungsbezirk Köln in Nordrhein-Westfalen.

## Lage und Beschreibung
Tüschen liegt im Westen der Gemeinde Lindlar im Sülztal bei Hommerich. In der Nähe von Hommerich verläuft die Kommunal- und Kreisgrenze zur Gemeinde Kürten und zum Rheinisch-Bergischen-Kreis. Bei Tüschen vereinigen sich die Lindlarer und Kürtener Sülz zur Sülz.

## Geschichte
Tüschen wurde bereits im Jahre 958 urkundlich erwähnt. In der Urkunde übertrugen die Brüder Walfrid und Humfrid die Einnahmen aus ihrem Besitz in und um Hohkeppel dem Kölner Stift Sankt Severin um daraus den Pfarrer der Kirche Hohkeppel unterhalten zu können. Der Hof Tüschen gehörte als Lehngut zur Schenkung. Es wurde als zussena bezeichnet, der Name Tüschen leitete sich aus dem alten ripuarischen Wort von „zwischen“ ab, gemeint ist zwischen zwei „Sülzen“. Das Wort „Tüschen“ findet immer noch Anwendung im Dialekt.
Im Mittelalter war Tüschen der Name der gesamten Honschaft Tüschen im Kirchspiel Hohkeppel. Zur Honschaft gehörten die Orte Brombach, Brombacherberg, Kalkofen, Loxhöhe, Schönenborn, Müllemich, Holl, Bomerich, Fahn, Bergscheid, Ebbinghausen, Quabach, Hommerich, Auel, Tüschen, Georghausen, Bilstein, Siefen, Berghausen und Luttersiefen.
Im Jahre 1830 hatte Tüschen 36 Einwohner.
Aufgrund § 10 und § 14 des Köln-Gesetzes wurde 1975 die Gemeinde Hohkeppel aufgelöst und umfangreiche Teile in Lindlar eingemeindet. Darunter auch Tüschen.

## Wirtschaft
In Tüschen findet sich eine Forellenzuchtanstalt.

## Wanderwege
Durch Tüschen verläuft der Bergische Panoramasteig auf seiner 2. Etappe zwischen Lindlar und Biesfeld, zudem ein Hauptwanderweg des SGV ( < 4 ). Die Rundwanderwege „Rund um Kürten“ (K im Kreis) bzw. „Rund um Lindlar“ (L im Kreis) tangieren Tüschen auf der westlichen Seite bei Schmitte bzw. östlichen Seite im angrenzenden Hommerich.

## Busverbindungen
Nächste Haltestelle Hommerich:
- VRS (OVAG) Linie 335 Scheel – Frielingsdorf – Lindlar – Linde – Biesfeld – Bergisch Gladbach

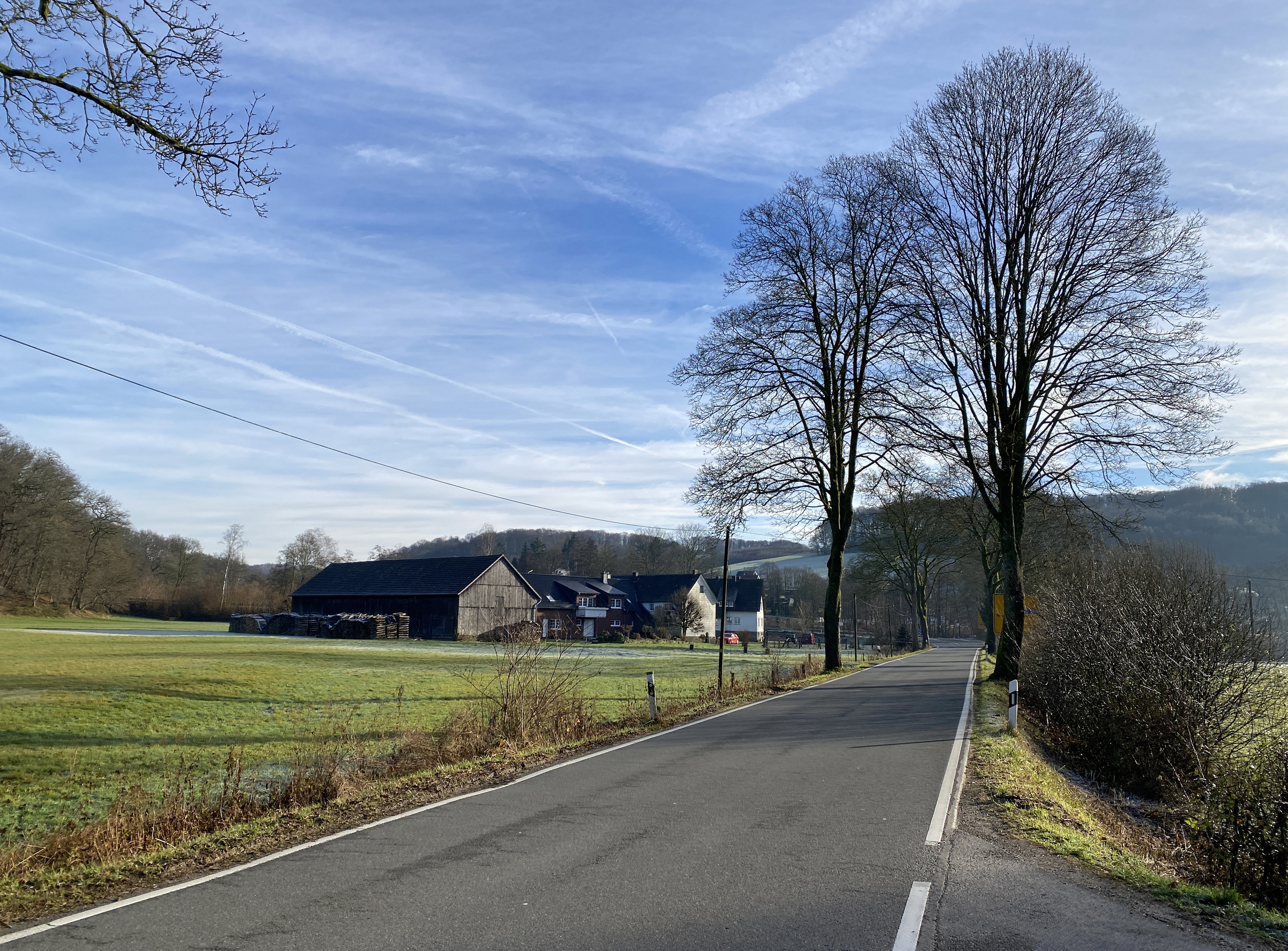
Tüschen an der L 304
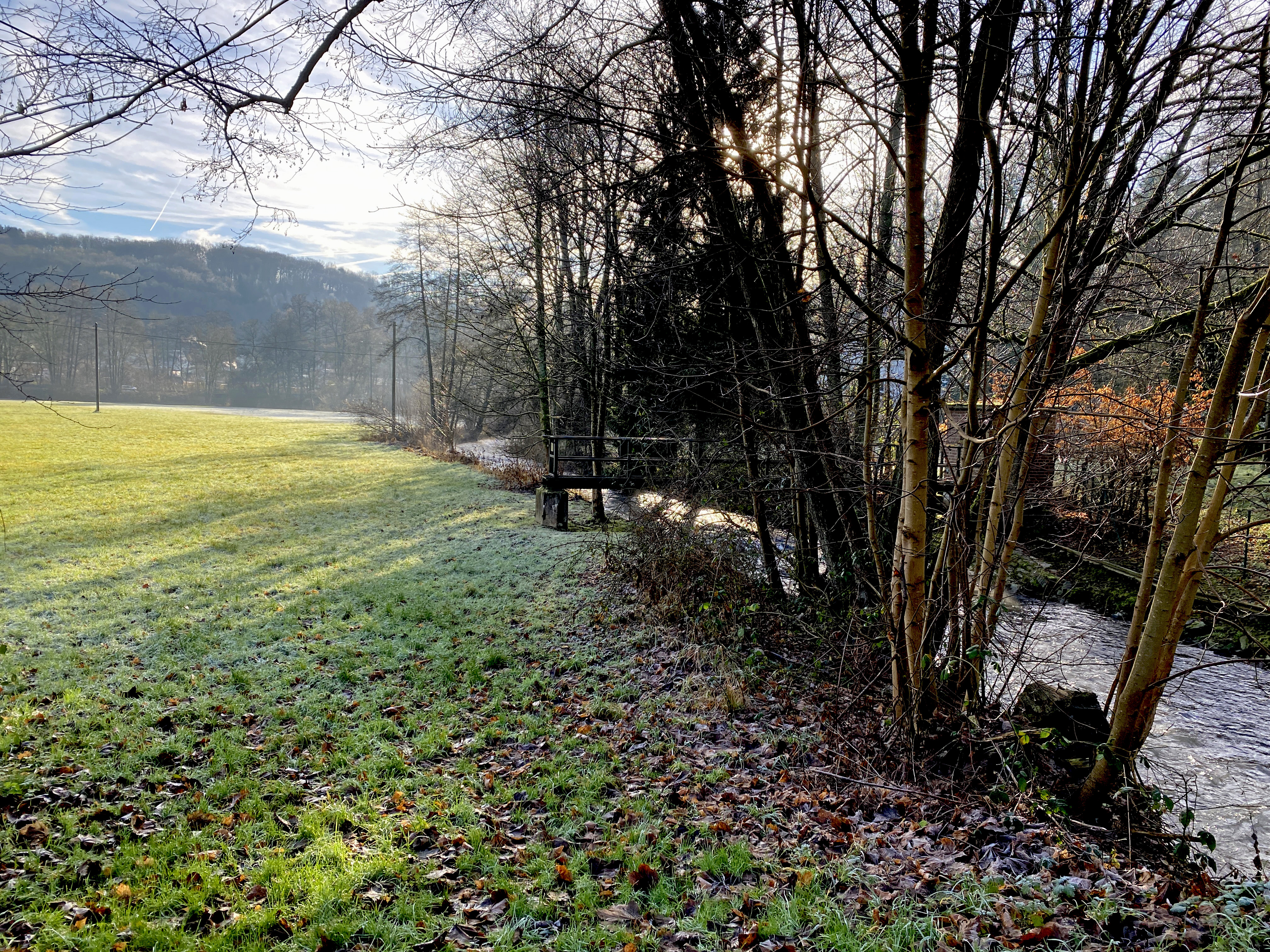
Kürtener Sülz zw. Schmitte u. Tüschen.